# Toxicité du méthanol
 Mise en garde médicale
La toxicité du méthanol est une cause d'empoisonnement au méthanol. Les symptômes peuvent inclure une diminution du niveau de conscience, une mauvaise coordination, des vomissements, des douleurs abdominales et une odeur spécifique dans l'haleine,. Une diminution de la vision peut commencer dès douze heures après l'exposition. Les conséquences à long terme peuvent inclure la cécité et l'insuffisance rénale. Une toxicité et la mort peuvent survenir même après la consommation d'une petite quantité.
L'intoxication survient le plus souvent à la suite de la consommation de liquide lave-glace. Il peut s'agir d'un accident ou d'une tentative de suicide. La toxicité peut également rarement survenir à la suite d'une exposition cutanée prolongée ou de l'inhalation de fumées. Lorsque le méthanol est décomposé par l'organisme il produit du formaldéhyde, de l'acide formique et du formiate, qui sont à l'origine d'une grande partie de la toxicité. Le diagnostic peut être suspecté en cas d'acidose ou d'écart osmolaire accru et confirmé par la mesure directe des taux sanguins,. D'autres conditions pouvant produire des symptômes similaires comprennent les infections, l'exposition à d'autres alcools toxiques, le syndrome sérotoninergique et l'acidocétose diabétique.
Un traitement précoce augmente les chances d'un bon rétablissement. Le traitement consiste à stabiliser la personne, puis à utiliser un antidote. Bien que l'antidote préféré soit le fomépizole, l'éthanol étant utilisé s'il n'est pas disponible. L'hémodialyse peut également être utilisée en cas de dommages aux organes ou de degré élevé d'acidose. D'autres traitements peuvent inclure le bicarbonate de sodium, le folate et la thiamine.
Des intoxications se sont produites en raison de la contamination de la consommation d'alcool. Ceci est plus courant dans les pays en développement. En 2013, plus de 1 700 cas sont survenus aux États-Unis. Les personnes touchées sont généralement des adultes et des hommes. La toxicité du méthanol a été décrite dès 1856.